# Liphistius phileion
Liphistius phileion är en spindelart som beskrevs av Peter J. Schwendinger 1998. Liphistius phileion ingår i släktet Liphistius och familjen ledspindlar.
Artens utbredningsområde är Thailand. Inga underarter finns listade i Catalogue of Life.